# Daniel Eid
Daniel Fritz Eid (Ulsteinvik, 14 ottobre 1998) è un calciatore norvegese, difensore del Fredrikstad.

## Carriera
Eid è cresciuto nelle giovanili dell'Hødd. È stato aggregato in prima squadra nel corso della stagione 2016, in cui non è stato impiegato in alcuna partita ufficiale; al termine del campionato l'Hødd è retrocesso in 2. divisjon.
Il 17 aprile 2017 ha quindi esordito in prima squadra, venendo schierato titolare nel pareggio per 1-1 maturato sul campo del Vard Haugesund. L'11 agosto 2018 ha trovato la prima rete in squadra, ancora in una sfida contro il Vard Haugesund: ha contribuito alla vittoria in trasferta dell'Hødd (1-2).
Il 24 gennaio 2020, il Sogndal ha reso noto d'aver tesserato Eid, che ha firmato un contratto triennale con il nuovo club. Ha quindi debuttato in 1. divisjon il successivo 3 luglio, trovando anche la rete nella vittoria per 1-4 in casa dell'Åsane.
Il 14 gennaio 2022 è stato reso noto il passaggio di Eid agli svedesi dell'IFK Norrköping. Ha debuttato in Allsvenskan il 3 aprile seguente, nella sconfitta interna per 0-1 contro il Varberg. Il 26 giugno ha realizzato la prima rete nella massima divisione locale, in occasione del pareggio per 1-1 arrivato sul campo del Mjällby. È rimasto in biancoblù per due anni e mezzo, giocando con regolarità da titolare.
Il 16 luglio 2024 Eid è stato ufficialmente ceduto dall'IFK Norrköping al Fredrikstad, trasferimento con cui è tornato a militare nel campionato norvegese. 

## Statistiche

### Presenze e reti nei club
Statistiche aggiornate al 16 ottobre 2022.
| Stagione       | Club           | Campionato     | Campionato | Campionato | Coppe nazionali | Coppe nazionali | Coppe nazionali | Coppe continentali | Coppe continentali | Coppe continentali | Supercoppe | Supercoppe | Supercoppe | Totale | Totale |
| Stagione       | Club           | Comp           | Pres       | Reti       | Comp            | Pres            | Reti            | Comp               | Pres               | Reti               | Comp       | Pres       | Reti       | Pres   | Reti   |
| -------------- | -------------- | -------------- | ---------- | ---------- | --------------- | --------------- | --------------- | ------------------ | ------------------ | ------------------ | ---------- | ---------- | ---------- | ------ | ------ |
| 2016           | Hødd           | 1D             | 0          | 0          | CN              | 0               | 0               | -                  | -                  | -                  | -          | -          | -          | 0      | 0      |
| 2017           | Hødd           | 2D             | 16         | 0          | CN              | 0               | 0               | -                  | -                  | -                  | -          | -          | -          | 16     | 0      |
| 2018           | Hødd           | 2D             | 24         | 2          | CN              | 4               | 0               | -                  | -                  | -                  | -          | -          | -          | 28     | 2      |
| 2019           | Hødd           | 2D             | 24         | 1          | CN              | 2               | 0               | -                  | -                  | -                  | -          | -          | -          | 26     | 1      |
| Totale Hødd    | Totale Hødd    | Totale Hødd    | 64         | 3          |                 | 6               | 0               |                    | -                  | -                  |            | -          | -          | 70     | 3      |
| 2020           | Sogndal        | 1D             | 28+2       | 4+0        | -               | -               | -               | -                  | -                  | -                  | -          | -          | -          | 30     | 4      |
| 2021           | Sogndal        | 1D             | 30+1       | 3+0        | CN              | 2               | 0               | -                  | -                  | -                  | -          | -          | -          | 33     | 3      |
| Totale Sogndal | Totale Sogndal | Totale Sogndal | 58+3       | 7+0        |                 | 2               | 0               |                    | -                  | -                  |            | -          | -          | 63     | 7      |
| 2022           | IFK Norrköping | A              | 24         | 1          | CS+CS           | 4+1             | 0               | -                  | -                  | -                  | -          | -          | -          | 29     | 1      |
| Totale         | Totale         | Totale         | 146+3      | 11+0       |                 | 13              | 0               |                    | -                  | -                  |            | -          | -          | 162    | 11     |

## Palmarès

### Club

#### Competizioni nazionali
- Coppa di Norvegia: 1

Fredrikstad: 2024